# L'homme qui plantait des arbres

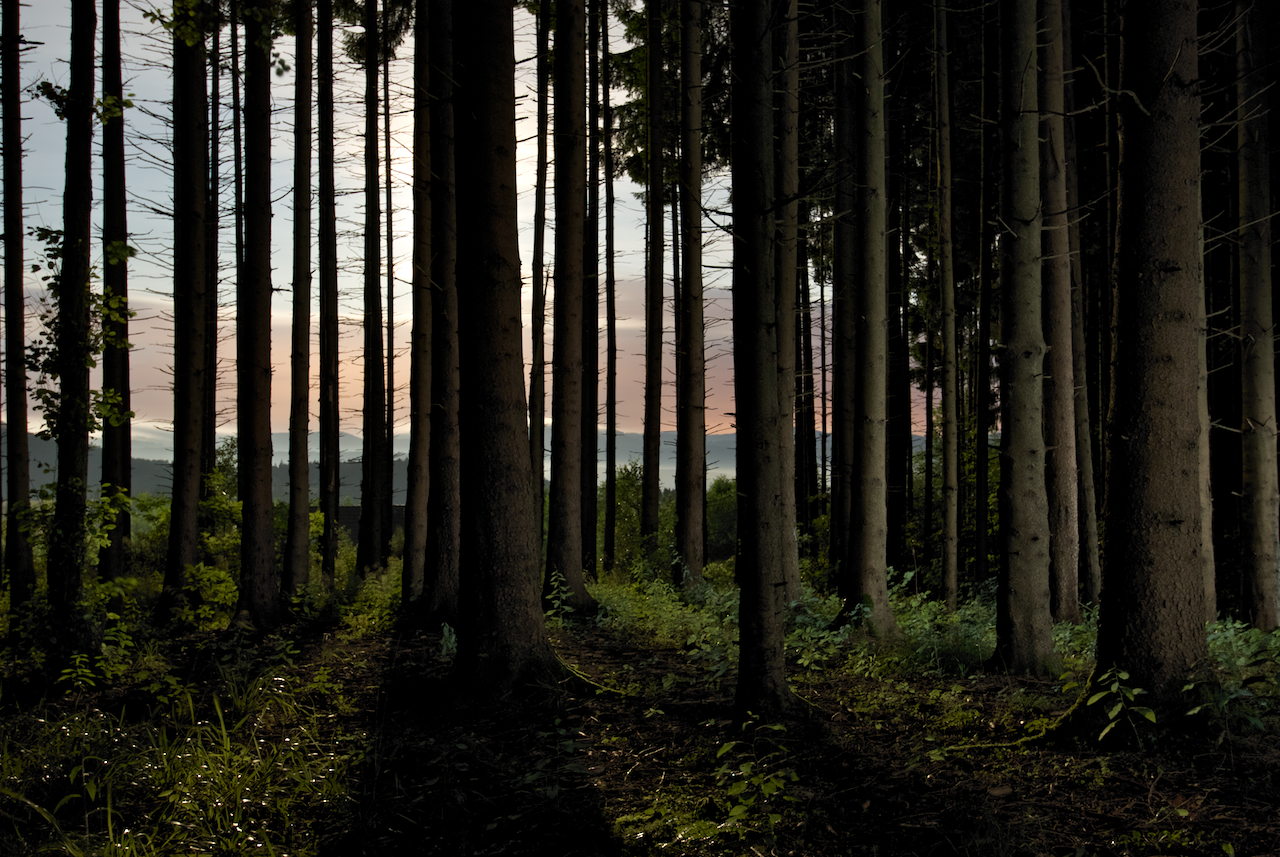
Imagem ilustrativa de uma Forêt en Alsace

O Homem Que Plantava Árvores (L'homme qui plantait des arbres) é em um conto alegórico em língua francesa escrito em 1953 pelo escritor Jean Giono.
Conta a história, apresentada como autêntica, da tarefa bem sucedida e solitária de um pastor, de nome Elzéard Bouffier, em reflorestar um vale desolado localizado na zona dos Alpes, na Provença, durante a primeira metade do século XX (entre 1913 e 1947). Trata-se um um conto curto, com cerca de 4 mil palavras, composto em francês mas primeiramente publicado em língua inglesa.
O conto, com mensagens ecológicas, humanistas e mesmo políticas, teve sucesso mundial e é considerado como um manifesto da causa ecologista e como uma parábola da acção positiva do homem sobre o meio onde vive e da harmonia que como em consequência pode acontecer.
O conto deu origem a um filme de animação com o mesmo nome, realizado pelo ilustrador Frédéric Back e narrado por Philippe Noiret, que obteve inúmeros prémios a nível mundial, incluindo um Prémio da Academia para melhor curta-metragem de animação em 1988.